# Renault Viva Grand Sport
De Renault Viva Grand Sport werd in 1934 op de Parijse Motor Show geïntroduceerd, met de naam Renault Vivasport, naast de Renault Vivastella en de Nervastella. Renault sloot een contract af met de luchtvaartpilote Hélène Boucher om de auto te promoten.

## Technische gegevens
De Viva Grand Sport was uitgerust met een zescilinder-in-lijn-motor met een inhoud van 4.085 cm³. Haar topsnelheid was 120 km/u en haar verbruik 16 l/100 km. Ze was in 1934 te koop voor een prijs vanaf 27.700 FF.

## Overwinningen
In 1934 won Renault de Grand Prix van la Baule.
In productie:
5 E-Tech · 
Arkana · 
Austral · 
Captur · 
Clio · 
Espace · 
Kadjar · 
Kangoo · 
Koleos · 
Master · 
Mégane · 
Mégane E-Tech · 
Rafale · 
Scenic E-Tech · 
Symbioz · 
Symbol · 
Trafic · 
Twingo · 
Twingo Electric · 
Zoe

Uit productie:
3 · 
4 · 
5 · 
6 · 
7 · 
8 · 
9 · 
10 · 
11 · 
12 · 
14 · 
15 · 
16 · 
17 · 
18 · 
19 · 
20 · 
21 · 
25 · 
30 · 
2CV · 
4CV · 
Avantime · 
Caravelle · 
Dauphine · 
Domaine · 
Estafette ·
Express · 
Floride · 
Fluence ·
Frégate · 
Fuego · 
Juvaquatre ·
Laguna · 
Latitude · 
Modus · 
Nervastella · 
Novaquatre · 
Ondine · 
Prairie · 
Primaquatre · 
Rodeo · 
Safrane · 
Savanne · 
Scénic · 
Spider · 
Talisman · 
Thalia · 
Twizy · 
Vel Satis · 
Vivasport · 
Vivastella · 
Wind
Groupe Renault: Renault · Renault Samsung Motors · Dacia · Alpine · Mobilize · RCI Banque · Technocentre Renault

Nissan Group: Nissan · Infiniti · Zhengzhou-Nissan